# Clóvis Anderson
Clóvis Anderson Júnior (* 6. September 1963 in São Paulo) ist ein ehemaliger brasilianischer Radrennfahrer.

## Sportliche Laufbahn
Anderson war Teilnehmer der Olympischen Sommerspiele 1988 in Seoul. Im 1000-Meter-Zeitfahren kam er beim Sieg von Alexander Kiritschenko auf den 10. Platz. In der Mannschaftsverfolgung wurde das Team mit Clóvis Anderson, Paulo Jamur, Fernando Louro und Antônio Silvestre auf dem 19. Rang klassiert.
Bei den Panamerikanischen Meisterschaften 1988 siegte er im 1000-Meter-Zeitfahren vor Antonio Quintero. Im Sprint wurde er Dritter.